# Раса (Италия)
 Тази статия е за селото в Италия.  За системата за класификация на човека вижте Раса.  
Ра̀са (на италиански: Rassa) е село и община в Северна Италия, провинция Верчели, регион Пиемонт. Разположено е на 917 m надморска височина. Населението на общината е 66 души (към 2012 г.).